# Операция «Лето ’95»
Операция «Лето ’95» (хорв. Operacija Ljeto ’95, серб. Операција Љето ’95) — совместная наступательная операция в ходе войны за независимость Хорватии и Боснийской войны, предпринятая вооружёнными силами Хорватии и Боснии и Герцеговины при участии военных формирований самопровозглашённой Хорватской республики Герцег-Босна — Хорватским советом обороны — против войск Республики Сербской на западе Боснии и Герцеговины в июле 1995. Июльское наступление хорватских войск, позволившее им выйти в тыл Сербской Краины, заложило фундамент августовской операции «Буря», в ходе которой это государственное образование было ликвидировано.

## Силы сторон

### Хорватия
1-я механизированная гвардейская бригада.
2-я гвардейская бригада Хорватского совета обороны

### Республика Сербская
Оборона Босанско-Грахово была возложена на 3-ю Петровацкую и 9-ю Граховскую бригады, Гламоча — на 3-ю Сербскую (сводную) и 5-ю Гламочскую бригады из состава 2-го Краинского корпуса вооружённых сил Республики Сербской, значительная часть которого была занята осадой Бихача. Поддержку сербским силам на левом фланге оказывала 7-я Купрес-Шиповская моторизованная бригада, на правом — батальонная группа Республики Сербская Краина. К концу операции сербы перебросили в этот район подразделения ещё 2 бригад из состава 2-го Краинского корпуса.

## Ход операции
25 июля хорватские войска начали наступление со стороны Герцеговины с целью захватить господствующие высоты Динарского горного массива. Атака наткнулась на слабое сопротивление, что позволило хорватской армии быстро продвинуться вперед. Ожесточённое сопротивление наступающие хорватские силы встретили лишь под городом Босанско-Грахово, являвшимся основным оплотом краишников в районе операции. Понеся тяжёлые потери, 28 июля хорватские войска взяли и его. На следующий день пал Гламоч. Потеря этих двух городов полностью изменила расстановку сил в ходе Хорватской войны. Хорватия в результате операции получила выгодный плацдарм для атаки на столицу Краины Книн, сербы же потеряли важнейшую автомагистраль, соединяющую Книн и Баня-Луку — фактически главный город Республики Сербской. Сербская Краина оказалась с трёх сторон зажата силами противника, усугубились проблемы со снабжением. Операция официально закончена 30 июля, к этому времени хорватами было захвачено около 1600 км² территории.

## Значение и последствия
В результате операции хорваты и босняки продвинулись вглубь Сербской Краины, после чего началась Операция «Буря», которая положила конец войне в Хорватии и существованию Сербской Краины